# 李方慧
李方慧（2003年3月10日—），中国女子自由式滑雪运动员，2020年冬季青年奥林匹克运动会女子U型场地技巧银牌得主、2025年亚洲冬季运动会女子U型场地技巧金牌得主。